# Mory Diaw
Mory Diaw (Poissy, 22 giugno 1993) è un calciatore senegalese con cittadinanza francese, portiere del Le Havre e della nazionale senegalese.

## Biografia
Nato in Francia da genitori di origine senegalese.

## Carriera

### Club
Inizia a giocare a calcio nell'Academy del Paris Saint-Germain dove disputa anche alcune stagioni con la seconda squadra in quarta divisione.
Dopo essere rimasto svincolato, nel 2015 si accorda con i portoghesi del Mafra; fa il suo esordio fra i professionisti l'11 ottobre in occasione dell'incontro di Segunda Liga perso 2-1 contro il Covilhã. Nel 2017 dopo un provino al Leeds Utd gioca per mezza stagione in Bulgaria al Lokomotiv Plovdiv.
Ripartito dalla quarta divisione svizzera nel 2019 con lo Utd Zurigo, il 2 marzo realizza la rete del definitivo 2-2 al 95' minuto nell'incontro di campionato contro il Kosova Zurigo. Terminata la stagione viene acquistato dal Losanna.

### Nazionale
Il 20 giugno 2023 esordisce con il Senegal, nazionale delle sue origini, nell'amichevole vinta 2-4 contro il Brasile. Nel medesimo anno viene convocato per la Coppa d'Africa.

## Statistiche

### Presenze e reti nei club
Statistiche aggiornate al 2 febbraio 2023.
| Stagione        | Squadra               | Campionato      | Campionato | Campionato | Coppe nazionali | Coppe nazionali | Coppe nazionali | Coppe continentali | Coppe continentali | Coppe continentali | Altre coppe | Altre coppe | Altre coppe | Totale | Totale  | Totale |
| Stagione        | Squadra               | Comp            | Pres       | Reti       | Comp            | Pres            | Reti            | Comp               | Pres               | Reti               | Comp        | Pres        | Reti        | Pres   | Reti    |        |
| --------------- | --------------------- | --------------- | ---------- | ---------- | --------------- | --------------- | --------------- | ------------------ | ------------------ | ------------------ | ----------- | ----------- | ----------- | ------ | ------- | ------ |
| 2011-2012       | Paris Saint-Germain 2 | CFA             | 2          | -3         |                 | -               | -               |                    | -                  | -                  |             | -           | -           | 2      | -3      |        |
| 2012-2013       | Paris Saint-Germain 2 | CFA             | 13         | -21        |                 | -               | -               |                    | -                  | -                  |             | -           | -           | 13     | -21     |        |
| 2013-2014       | Paris Saint-Germain 2 | CFA             | 9          | -16        |                 | -               | -               |                    | -                  | -                  |             | -           | -           | 9      | -16     |        |
| 2014-2015       | Paris Saint-Germain 2 | CFA             | 8          | -7         |                 | -               | -               |                    | -                  | -                  |             | -           | -           | 8      | -7      |        |
| 2015-2016       | Mafra                 | LdH             | 17         | -13        | CP+CdL          | 0               | 0               |                    | -                  | -                  |             | -           | -           | 17     | -13     |        |
| lug.dic. 2017   | Lokomotiv Plovdiv     | A-PFG           | 6          | -11        | CB              | 2               | -3              |                    | -                  | -                  |             | -           | -           | 8      | -14     |        |
| feb.-lug. 2019  | Utd Zurigo            | 1L              | 11         | -32; 1     | CS              | 1               | -3              |                    | -                  | -                  |             | -           | -           | 12     | -35; 1  |        |
| 2019-2020       | Losanna               | ChL             | 5          | -4         | CS              | 2               | -1              |                    | -                  | -                  |             | -           | -           | 7      | -5      |        |
| 2020-2021       | Losanna               | ASL             | 34         | -50        | CS              | 1               | -1              |                    | -                  | -                  |             | -           | -           | 35     | -51     |        |
| 2021-2022       | Losanna               | ASL             | 27         | -55        | CS              | 1               | -1              |                    | -                  | -                  |             | -           | -           | 28     | -56     |        |
| Totale Losanna  | Totale Losanna        | Totale Losanna  | 66         | -109       |                 | 4               | -3              |                    | -                  | -                  |             | -           | -           | 70     | -112    |        |
| 2022-2023       | Clermont Foot         | L1              | 21         | -27        | CF              | 0               | 0               |                    | -                  | -                  |             | -           | -           | 21     | -27     |        |
| Totale carriera | Totale carriera       | Totale carriera | 153        | -239; 1    |                 | 7               | -9              |                    | -                  | -                  |             | -           | -           | 160    | -248; 1 |        |

### Cronologia presenze e reti in nazionale
| Cronologia completa delle presenze e delle reti in nazionale ― Senegal | Cronologia completa delle presenze e delle reti in nazionale ― Senegal | Cronologia completa delle presenze e delle reti in nazionale ― Senegal | Cronologia completa delle presenze e delle reti in nazionale ― Senegal | Cronologia completa delle presenze e delle reti in nazionale ― Senegal | Cronologia completa delle presenze e delle reti in nazionale ― Senegal | Cronologia completa delle presenze e delle reti in nazionale ― Senegal | Cronologia completa delle presenze e delle reti in nazionale ― Senegal |
| Data                                                                   | Città                                                                  | In casa                                                                | Risultato                                                              | Ospiti                                                                 | Competizione                                                           | Reti                                                                   | Note                                                                   |
| ---------------------------------------------------------------------- | ---------------------------------------------------------------------- | ---------------------------------------------------------------------- | ---------------------------------------------------------------------- | ---------------------------------------------------------------------- | ---------------------------------------------------------------------- | ---------------------------------------------------------------------- | ---------------------------------------------------------------------- |
| 20-6-2023                                                              | Lisbona                                                                | Brasile                                                                | 2 – 4                                                                  | Senegal                                                                | Amichevole                                                             | -2                                                                     |                                                                        |
| 8-1-2024                                                               | Diamniadio                                                             | Senegal                                                                | 1 – 0                                                                  | Niger                                                                  | Amichevole                                                             | -                                                                      | 46’                                                                    |
| 22-3-2024                                                              | Amiens                                                                 | Senegal                                                                | 3 – 0                                                                  | Gabon                                                                  | Amichevole                                                             | -                                                                      |                                                                        |
| Totale                                                                 |                                                                        | Presenze                                                               | 3                                                                      |                                                                        | Reti                                                                   | -2                                                                     |                                                                        |